# Barca de mitjana

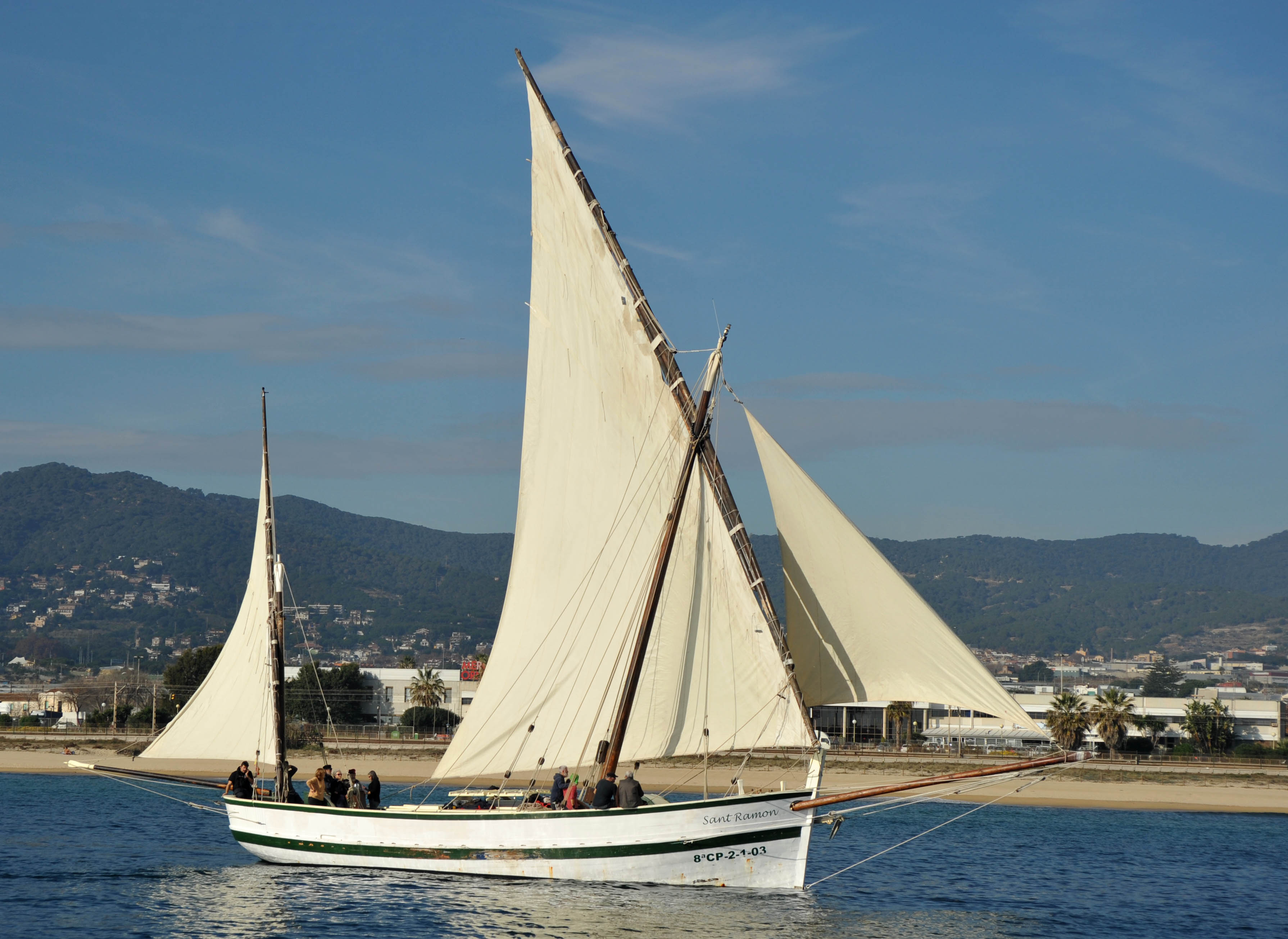
El Sant Ramon, llaüt quillat. Aparellat de barca de mitjana o falutx.

Una barca de mitjana és una embarcació de vela del Mediterrani aparellada amb dos pals (arbre mestre i arbre de mitjana), un botaló i tres veles (vela llatina mestra, pollacra i vela de mitjana). Hi ha definicions més detallades.
La denominació «barca de mitjana» és típicament catalana. A les Illes Balears s'anomenava «llagut de mitjana» o «llagut de tres veles».
Les formes del buc (nàutica) segueixen les línies d'un llagut de pesca a proa, amb roda vertical, mentre que la popa és rodona i sobresurt del timó.
Les barques de mitjana podien ser relativament petites (amb un desplaçament d'unes 12 tones), de dimensions un xic més grans o fins i tot de desplaçaments considerables (de l'ordre de 120 tones o més). En el llibre Atlas del curso metódico (làmina 3), complementari del “Curso metódico de arquitectura naval” de Joan Monjo i Pons, hi ha els plànols d'un falutx de 42 tones de desplaçament, amb roda de popa vertical.
Augustin Jal parla d'un falutx català de gairebé 18 m d'eslora, 6m de mànega i 1,97m de puntal. Falutx anomenat San Bonaventura i que va visitar a Marsella el 1841.

## Història

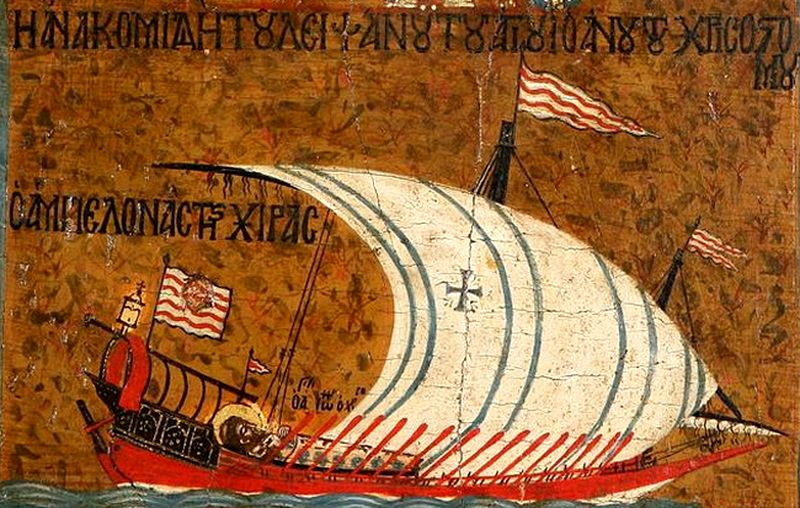
Galiota catalana en un fresc d'estil romà d'Orient no identificat. Probablement del.

La història de les barques de mitjana pot considerar-se paral·lela a la de les tartanes. Les tartanes serien la versió més petita de les galiotes, llenys i fustes (vaixells que navegaven a rem i amb vela llatina). Les primeres tartanes tenien proa llançada i còncava i un esperó. I conservaven les línies alteroses cap a popa de les galiotes. Només cal comparar unes quantes imatges de les embarcacions indicades.

Les barques de mitjana eren barques que s'anaren construint més grans mantenint les formes, amb la roda de proa recta. I tota la coberta al mateix nivell. Comparant imatges les barques de mitjana podrien considerar-se hereves dels "ippoi" o "hippoi" fenicis. Amb els segles, el cap de cavall de les barques fenícies s'hauria estilitzat en el cap de mort de les barques catalanes (i derivades). Un cas semblant seria el del violí actual, en el qual la voluta del claviller s'interpreta com el cap de cavall estilitzat de l'instrument mongol originari (Morin kuhur).

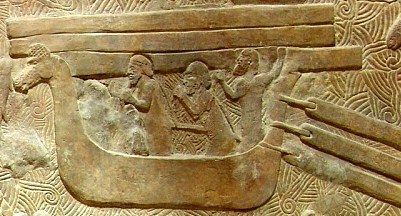
Barques fenícies remolcant troncs; baix relleu de Khorsabad, final del, museu del Louvre.

Les primeres tartanes i barques de mitjana eren vaixells petits destinades a la pesca. Amb desplaçaments més grans es dedicaren al transport de cabotatge. Quan anaven armades i amb una tripulació nombrosa eren ideals per a la defensa i l'atac, i foren dedicades a usos militars, al cors i a la pirateria.
Per la seva velocitat podien acompanyar un estol i fer tasques d'exploració o de correus.
Les barques i tartanes més grosses anaven i tornaven d'Amèrica amb regularitat.”.
La part més negativa fou la de les barques dedicades al tràfec d'esclaus, les barques negreres.

## Els termes i l'etimologia
Un terme interessant a considerar és el de mitjana, incorporat a l'expressió “arbre de mitjana”. El terme “messana” és equivalent. Amdós termes estan documentats des de molt antic, però les referències més antigues amb el significat equivalent corresponen a “mitjana” en català. Alguns autors indiquen el mot italià “mezzana” com a origen del “mesana” castellà. Tanmateix, el nom clàssic italià per a la vela i el pal era “terzarola”. No hi ha documents antics de “mezzana”.
Una altra explicació es basaria en l'àrab “mesana” amb el significat de “balança” o “equilibri”. És ben cert que la vela de mitjana serveix per a equilibrar els velers amb major i floc (iols i quetxs, entre altres). Caldria documentar cronològicament l'ús àrab del terme per a la vela considerada.
“Barca” i “llagut” també són molt antics. Les documentacions més antigues de “llagut” són en català, amb molta diferència. Passa el mateix amb “tartana”.
Els llaguts de mitjana que anaren a pescar a las costes andaluses començaren a ser anomenats “falutxos” (“falutx” en singular). Un falutx és el mateix que una barca de mitjana.
L'anglès ”felucca” és una mica més general però s'accepta que prové del “falucho” castellà i aquest del català “falutx” (o, antigament “faluga”, paraula derivada de l'àrab “falwa”, egua jove). Els cartaginesos usaven unes barques amb la proa decorada amb un cap de cavall que potser va influir en la denominació àrab de barques equivalents. Una barqueta amb un cap de cavall a la proa podria haver-se anomenat “falwa” en àrab.
La traducció moderna de “falutx” en francès és “felouque”. Els diccionaris antics deien “bateau catalan”.

### Documentació de vela de mitjana o arbre de mitjana
- 1268 (llatí): “arborem de medio”.

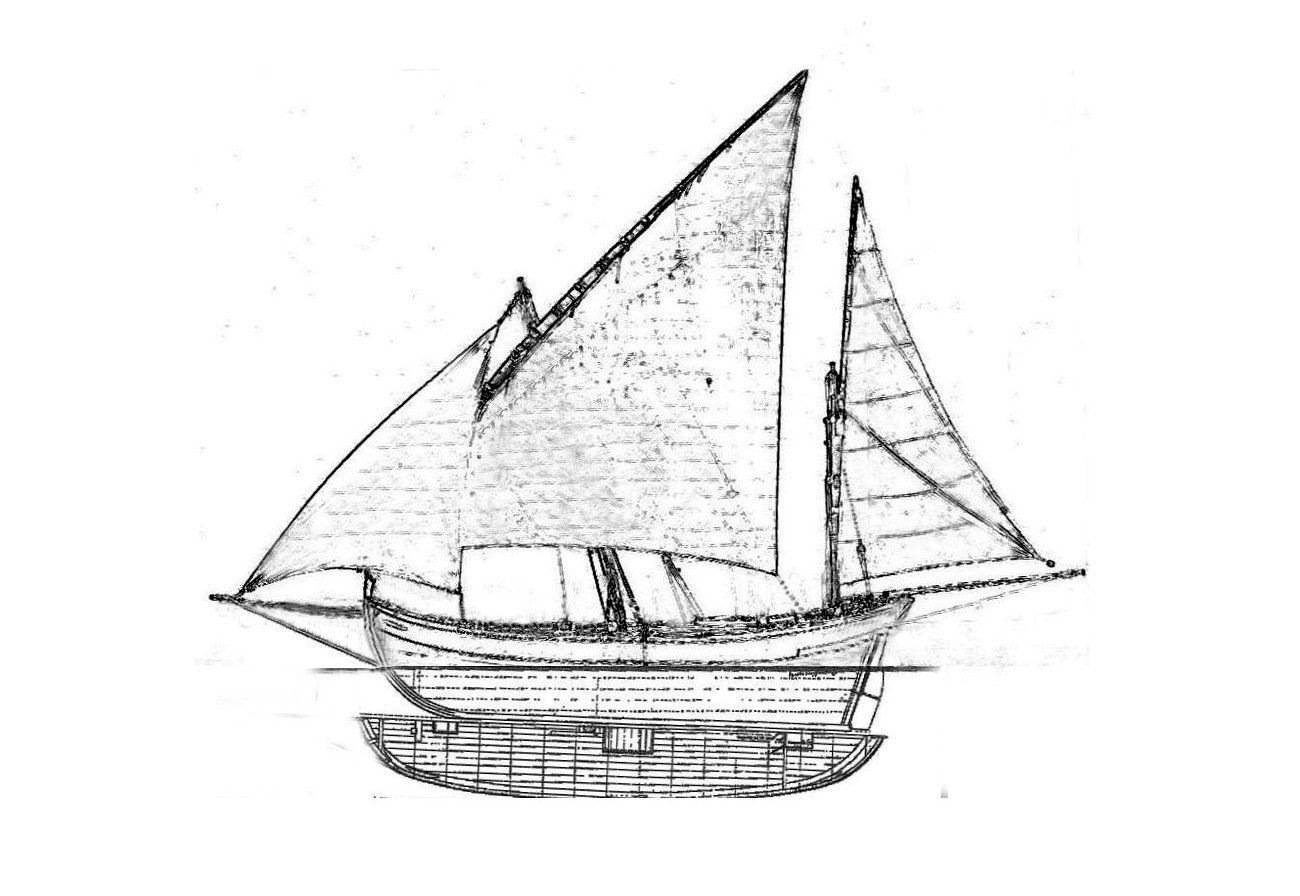
Barca de mitjana

En un contracte per a construir dues naus entre la Repùblica de Gènova i representants del rei Lluís IX de França pot llegir-se el següent: “
Item arborem unum de prorra (sic), longitudinis cubitorum quinquaginta
unius, grossitudinis palmorum tresdecim minus quarta, et debet esse
dicta arbor affaitata palmorum duodecim et dimidii. Item  arborem unum de medio  longitudinis cubitorum quadragînta septem, grossitudinis palmarum duodecim minus quarte, et debet esse affaitata dicte
arbor palmorum undecim et dimidii. Item antennas de prora pecias
tres quarum due debent esse pro qualibet cubitorum quadraginta
unius, et sunt penne.
Es tracta de naus amb dos arbres. El de proa o “artemonus” de 57 colzes de llarg. El d'enmig de 47 colzes de llarg. En aquest cas, l'arbre d'enmig o de mitjana estaria situat més a popa. Coincident amb la terminologia actual.
- 1309-1313. “Mezane” en italià.

Francesco da Barberino en els “Documenti d'amore” (obra molt notable per la nombrosa terminologia nàutica emprada) esmenta una vela “mezane” - potser en plural- sense especificar la funció de la qual. Cal tenir en compte que els diccionaris italians antics indiquen que el signiticat primitiu de “mezzana” corresponia a la vela del mig del vaixell i que va passar a designar la vela de més a proa (l'actual arbre de trinquet).
- 1354. “Mitjana” en català.

A l'obra “Antigua marina catalana” de Francesc de Bofarull i Sans hi ha la transcripció d'un document molt interessant. Es tracta de l'inventari de l'uixer (o uixera) Sant Pere de Roma. Els uixers eren vaixells destinades al transport de cavalls i aquest inventari permet deduir algunes característiques fonamentals d'aquella mena de vaixells.
Pel que fa al nombre de pals sembla que n'hi ha tres: (artimó?), arbre major, arbre d'enmig. Les veles sí que són tres: artimó (de 40 vessos), tercerol (de 30 vessos) i mitjana (de 14 vessos).
El nombre de rems és de 120 (inclosos els de recanvi ?).
- 1390. "Mitjana" en català.

Document que especifica els noms dels pals (artimó, llop i mitjana) i l'antena i vela de mitjana.
- 1467. “l'arbre e antenes de la mitjana”. Inv. Drass.
- 1611. “Messana” (castellà) : “La vela que va en medio del navío, según Antonio de Nebrija velum medium. Llámase también mezzana o mezzena”.(Tesoro de la lengua castellana, Sebastian de Covarrubias).[24]
- 1614. “ Mezana” (italià): “...una vela que si fa tra l'arbore maestro et la poppa”, Pantero Pantera, “ L'Armata navale” (Libro Primo, Cap.XVII, p. 171 & Vocabolario).[25]
- 1621. “Mesana” (castellà): “Estúvose aquella noche con trinquete y mesana” (Relación diaria de los capitanes Nodales; Madrid, 1621; p. 38)(Citat per Augustin Jal, Glossaire Nautique).
- 1750. “Mizzen-mast” (anglès): Gravat d'un vaixell indicant amb la lletra Z l'arbre situat a popa (igual que en català).[26]
- 1781.“Misaine” (francès): “ MISAINE. C’est le mât d'avant ou de la proue”. (traducció: és l'arbre del davant o de la proa). DICTIONNAIRE HISTORIQUE,THÉORIQUE ET PRACTIQUE DE MARINE ;M. DE SAVÉRIEN,. (Paris 1781)[27]
- 1851.Misaine (francès): “...mât de misaine, celui des bas mâts le plus en avant.” (traducció: “mât de misaine”, ...el més davanter). DICTIONNAIRE DE MARINE,Le Vice-Amiral WILLAUMEZ. ; PARIS, 1851[28]
- 1858, “Mezzana” (italià): Albero da prua >><<Vela alla puppa.[29]

## «Tartanes» i «barques de mitjana»
Per a comparar les barques de mitjana i les tartanes és millor prescindir de les definicions oficials i analitzar imatges compatibles. Totes les barques de mitjana tenen arbre i vela de mitjana. També és cert que, en general, la denominació «falutx» és equivalent a «barca de mitjana». Tanmateix, hi ha documentació de falutxos sense arbre ni vela de mitjana. Passa el mateix amb les tartanes de vela. Hi ha molts casos amb vela de mitjana i altres casos sense vela de mitjana. Una comparació coherent s'hauria de fer sobre barques i tartanes d'època semblant. Les tres imatges posteriors no són ideals per a la comparació que, en forma de taula simplificada i comentaris ampliats, es presenta a continuació.

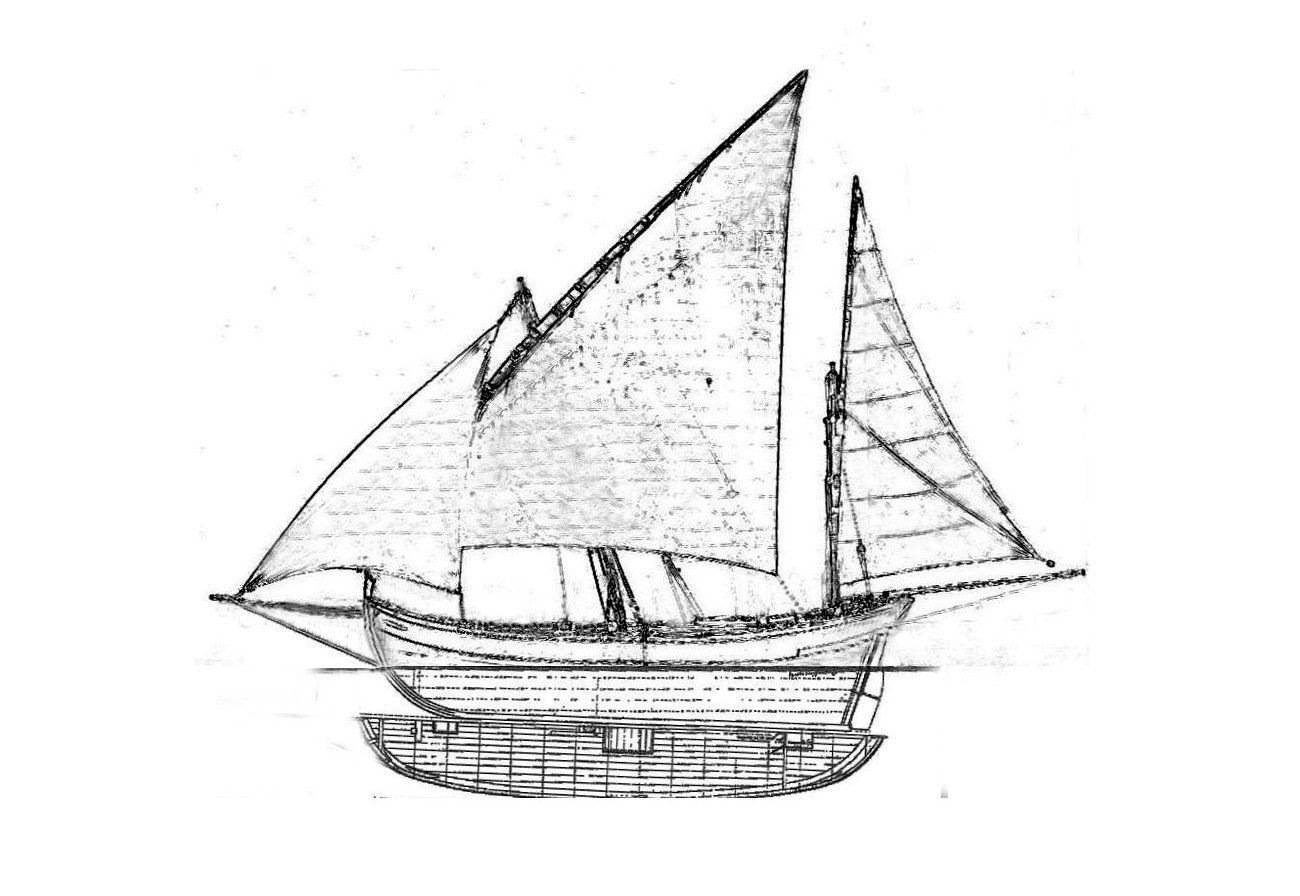
Barca de mitjana
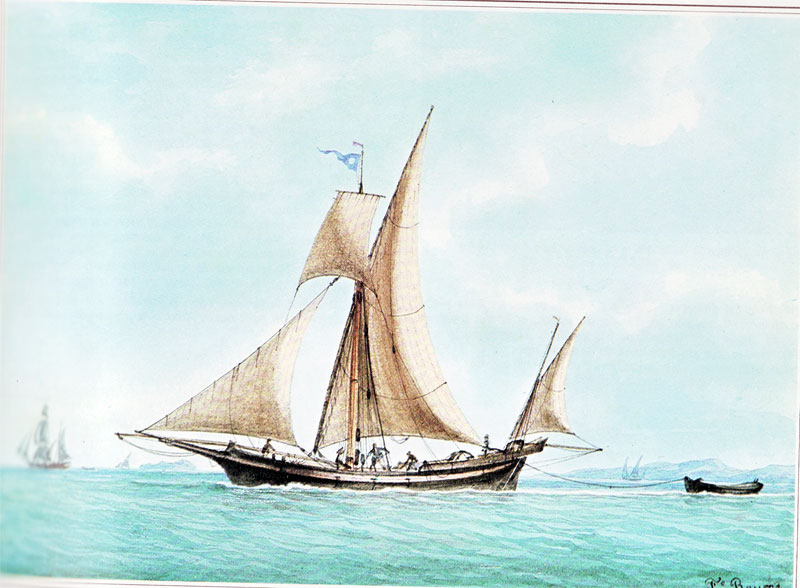
Tartana amb vela mestra, floc i mitjana
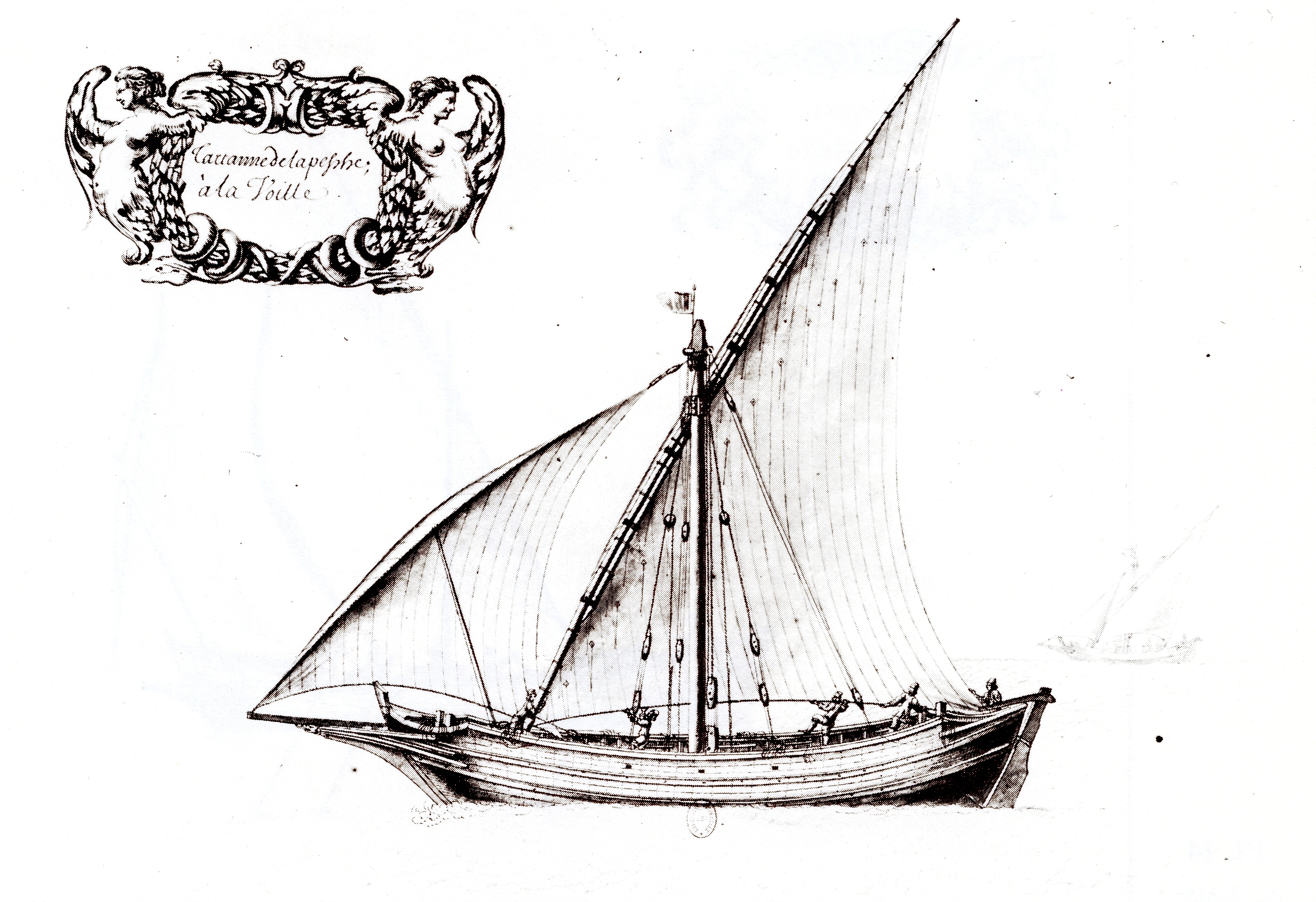
Tartana amb vela mestra i floc

| Comparació       | Barca de mitjana o falutx        | Tartana                     |
| ---------------- | -------------------------------- | --------------------------- |
| Eslora           | Entre 11 i 20 m                  | Entre 16 i 25 m             |
| Desplaçament     | 10-50 tones                      | 30-60 tones                 |
| Arbre mestre     | Cap a proa                       | Vertical                    |
| Arbre de mitjana | Vertical                         | Vertical                    |
| “Bauprès”        | Botaló                           | Bauprès veritable           |
| Botafora         | Botafora o caçaescota de mitjana | Sistema similar             |
| Singularitat     | Cap de mort                      | Esperó alt                  |
| Proa             | Roda vertical                    | Roda llançada i còncava     |
| Coberta          | Tota al mateix nivell            | Alçada en la zona de popa   |
| Vela mestra      | Llatina, de gran superfície      | Llatina, de gran superfície |
| Veles de proa    | Un floc (la pollacra)            | Un floc (a vegades 2 o 3)   |
| Vela de mitjana  | Llatina, petita                  | Llatina, petita             |
| Forma del buc    | Fina i arrodonida                | De línies més quadrades     |

***** 

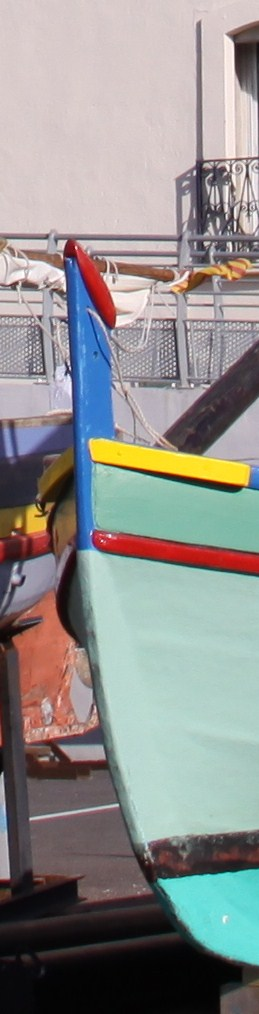
”Cap de mort” d'una barca catalana (roda blava i caperó vermell)

Des del s.XVII al s.XIX una barca de mitjana o falutx (“falucho” en castellà) s'assemblava molt a una tartana. Observades de lluny per part d'un neòfit eren molt fàcils de confondre. Pel que fa al desplaçament les tartanes acostumaven a ser més grans que els falutxos.
- Eslora : Tartanes (entre 16 i 25 m) Falutxos (entre 11 i 20 m)
- Desplaçament : Tartanes (entre 30 i 60 tones) Falutxos (entre 10 i 50 tones)

Les xifres només són aproximades. Les barques de mitjana més petites ho eren més que les tartanes més petites. En altres casos hi podia haver embarcacions de les dues menes amb desplaçaments similars.
- Arbre mestre: Tartana (vertical i, sovint amb masteler); Falutxos (inclinat cap a proa i d'una peça). Prop de la punta o cap del pal hi ha una o dues politges que permeten hissar i arriar l'antena. La corda per a la maniobra és una drissa (en terminologia tradicional "flonc" o "enflonc").
- Arbre de mitjana: Similar en ambdós casos. En la barca de mitjana inclinat cap a popa uns 2-3 graus. Com que l'arbre de mitjana se situa a l'extrem de popa per a caçar l'escota cal emprar un "botafora" (perxa semblant a un botaló que es perllonga per la popa).
- Bauprès : Tartana (un bauprès veritable, disposat simètricament) Falutx (botaló sobresortint des del costat de la roda de proa). En les primitives tartanes no hi havia bauprès. L'estai per al floc s'afermava a la punta de l'esperó. Un esperó alt, no com el de les naus de guerra antigues. Aquest esperó alt es mantindria en les primeres calaveres o caravel·les amb el nom de "bec" ("beque" en castellà).
- Roda: Tartana (llançada i còncava); Barca de mitjana (sensiblement recta i vertical)
- Coberta i popa: Les tartanes acostumaven a tenir la coberta més alta a popa. Les barques de mitjana tenien la popa al mateix nivell que la resta de coberta.
- Vela mestra: Llatina i molt semblant en ambdós casos.
- Floc/flocs: Tartana (1 floc, a vegades 2 o 3); Falutxos (1 floc únic anomenat pollacra)
- Vela de mitjana: Molt semblant en ambdós casos. Hi ha tartanes sense mitjana. L'antena de mitjana es posiciona gairebé vertical. Vela i antena tenen un aspecte semblant a una vela guaira.
- Forma del buc: Les tartanes acostumaven a tenir una secció més rectangular i plena, mentre que les barques solien ser més fines i arrodonides.

### Qualitats veleres dels falutxos o barques de mitjana
La major part de les referències escrites sobre el tema són indirectes i puntuals i no permeten analitzar el comportament real d'un falutx en tota classe de vents i de mar. Amb una petita excepció. En l'edició castellana de l'obra “Elementos de construcción de velas”, de Robert Kipping, el traductor (el tinent de navili Pere Riudavets i Tudury) indica alguns detalls del comportament real d'un falutx. En les pàgines 352-360 parla de falutxos i tartanes. També parla dels fabricants catalans de veles de cotonia.
Un dels conceptes que introdueix és el dels falutxos catalans anomenats “elàstics” en els quals hom cerca una gran velocitat amb una vela mestra més alta i afinada que les ordinàries. El tinent Riudavets recull totes les dades i dimensions del falutx “Plutón”, probablement el millor de l'època.
Resumint molt, segons Riudavets, els falutxos cenyien molt bé amb poc vent i mar plana. No anaven tan bé d'empopada i temporal. L'aparell era més aviat ardent (amb tendència a orçar) i calia descarregar de pesos el davant de l'embarcació. En molts casos calia arriar la vela de mitjana.
Riudavets considerava que l'aparell de tartana era més segur encara que un xic més lent.

## Falutxos guardacostes
Una de les aplicacions típiques dels falutxos armats fou la de guardar les costes del mar Mediterrani. I les d'altres mars.
A l'estat espanyol hi havia tres classes de guardacostes:
- Primera classe, amb una tripulació de 60 homes armats o més.[38][39][40]

- Segona classe, amb dotació de fins a 40 homes. Armats amb un canó del 12 muntat sobre colissa (una plataforma elevada sobre la coberta i giratòria).[41][42]
- Tercera classe: Els més petits.[43]

En certes ocasions el govern espanyol va privatitzar el servei de guardacostes. Els falutxos armats se cedien a una companya privada que realitzava el servei sota condicions estipulades.

## Els falutxos d'Arenys de Mar
En l'època de la construcció naval de fusta hi havia drassanes a l'aire lliure en moltes viles costaneres. Les d'Arenys de Mar tingueren una fama especial. L'expert en pesca Antonio Sáñez Reguart ("Diccionario histórico de los artes de la pesca nacional por el comisario real de guerra de marina don Antonio Sañez Reguart"), citava expressament una certa mena de llaguts d'Arenys insinuant que serien l'origen de la denominació castellana de “faluchos” quan foren rebatejats a les costes andaluses. Aquells llaguts d'Arenys es construïen per a anar a pescar a Andalusia. D'antuvi només anaven amb una vela llatina única i, quan varen aparellar arbre de mitjana, mantingueren el nom foraster (“falutxo”, falutx) i adoptaren el de barca de mitjana a Catalunya.
Els llaguts-falutxos d´Arenys de Mar tenien uns 11 metres d'eslora i anaven equipats amb 3 parells de rems de 25 pams cadascun (1 pam= 21 cm aproximadament). Les dimensions dels rems van associades al desplaçament de l'embarcació. En la barca de mitjana de la narració de Joaquim Ruyra (“El rem de trenta-quatre”) el protagonista del relat és un rem de 34 pams.

## Giuseppe Garibaldi
Garibaldi està relacionat amb dos fets relacionats amb les barques de mitjana.
El primer cas es troba al començament de les seves memòries i descriu la navegació en conserva del bergantí en el qual viatjava juntament amb un falutx català. Navegació d'antuvi plàcida i finalment dramàtica quan - per culpa d'un cop de vent - el falutx va naufragar perdent la vida nou persones.
En el segon cas Garibaldi descriu en primera persona l'aparell d'un vaixell armat i aparellat sota la seva autoritat indicant que era semblant al d'un falutx però aclarint, sense indicar-ho, que de fet era el d'una tartana (amb l'arbre mestre vertical).
El testimoni de Garibaldi és molt valuós en tant que era capità de vaixell i navegant expert, a més de persona famosa.

## Literatura

Escut de Premià de Mar, amb una barca de mitjana

- El relat “El rem de trentaquatre” (dins del llibre “Marines i boscatges” de Joaquim Ruyra. El vaixell protagonista es una barca de mitjana.[48]
- El relat “Tempestat” de J.V.Lastarria; La Revista de Buenos Aires, Volum XV, 1868. Un dels protagonistes és un veterà capità català que odia i menysté la tecnologia moderna i enyora el seu “falucho catalán” i les seves singladures per l'estret de Gibraltar.[49]

## Altres aspectes artístics
- En el film “El capità Escalaborns” (Carles Benpar, 1990) hi participen dues barques de mitjana.[50]
- En l'havanera “El meu avi” la lletra és inventada. El vaixell protagonista és el “Català” però no s'indica de quin tipus de vaixell es tracta. Per la descripció de la tripulació (“...el timoner i el nostramo, i quatorze mariners ...” una possible solució seria que el “Català” fos un falutx. En la realitat hi hagué més d'un “falucho” amb el nom de “Catalán”.
- Hi ha un grup d'havaneres de nom “Barca de mitjana”, de Premià de Mar, que figura entre els principals grups d'havaneres actuals.